# 2022 en hockey sur gazon
| Années du hockey sur gazon : 2019 - 2020 - 2021 - 2022 - 2023 - 2024 - 2025    |
| Décennies du hockey sur gazon : 1990 - 2000 - 2010 - 2020 - 2030 - 2040 - 2050 |

Cet article présente les faits marquants de l'année 2022 en hockey sur gazon.

## Évènements
- Hockey sur gazon aux Jeux du Commonwealth de 2022